# Hepatitis
Als Hepatitis (Plural: Hepatitiden; von altgriechisch ἧπαρ hepar, deutsch ‚Leber‘) wird eine Entzündung der Leber bezeichnet, die viele Ursachen haben kann. Führt eine andere zugrundeliegende Erkrankung zu dieser Leberentzündung, wird von einer sogenannten  Begleithepatitis gesprochen.
Klinisch unterscheidet man nach dem Verlauf die akute Hepatitis, die innerhalb von sechs Monaten ausheilt, von der chronischen Hepatitis, die länger anhält.

## Pathophysiologie
Am Beginn einer Hepatitis steht immer die Schädigung und Zerstörung der Leberzellen (Hepatozyten). Die Ursachen dieser Schädigung sind sehr vielfältig, so kann eine rein mechanische oder physikalische Beeinträchtigung vorliegen (Strahlungshepatitis, Prellung, Blutabflussstörung etc.), oder toxische Substanzen (Medikamente, Drogen, Gifte) und Krankheitserreger (Viren, Bakterien, Parasiten) können direkt die Leberzelle zerstören. Die verschiedenen Hepatitisformen unterscheiden sich bezüglich einer ursprünglichen Schädigung der Leberzellen prinzipiell nur in der Schwere und der Dauer. In der Folge der Schädigung und Entzündung bietet sich fast immer ein einheitliches Bild:
- Freisetzung von Entzündungsmediatoren, insbesondere Zytokinen, Einwanderung von Leukozyten und Makrophagen in das Lebergewebe: Entzündungszeichen im Körper: Leukozytose, Fieber, erhöhte Blutsenkungsreaktion, C-reaktives Protein (CRP)
- Beeinträchtigung oder Absterben (Nekrose) der Leberzellen, Freisetzung von Proteinen und Enzymen aus abgestorbenen Leberzellen: Anstieg der Transaminasen („Leberenzyme“)
- Einschränkung der Stoffwechselfunktionen der Leber: Störung von Hämoglobin- und Gallensäure-Stoffwechsel mit Ansammlung von unkonjugiertem, d. h. an Albumin gebundenem, Bilirubin im Blut und daraus folgender Gelbsucht (Ikterus). Durch den gestörten Energiestoffwechsel (Glykogen) kann ein Schwächegefühl resultieren. Da die Synthese von Faktoren der Blutgerinnung vermindert ist, liegt eine erhöhte Blutungsneigung vor. Weiter ist die Entfernung von freiem Ammoniak aus der Blutbahn beeinträchtigt, was eine Enzephalopathie mit dem Endstadium eines Leberkomas (Coma hepaticum) verursacht.
- Sofern die Entzündung nicht folgenlos abheilt (Restitutio ad integrum), wird das untergegangene Lebergewebe durch Narbengewebe ersetzt: Fibrose der Leber, Leberzirrhose

## Arten von Entzündungen der Leber
Die häufigsten Ursachen einer Hepatitis sind Virusinfektionen (Virushepatitis) und die Autoimmunhepatitis.

### Infektiöse Formen
- Die „klassischen“ Virushepatitiden:
  - Hepatitis A
  - Hepatitis B
  - Hepatitis C
  - Hepatitis D (nur in Verbindung mit Hepatitis B)
  - Hepatitis E

- Hepatitis bei nicht-klassischen Hepatitisviren:
  - Viren der Herpesvirus-Familie:
    - Epstein-Barr-Virus (Pfeiffer-Drüsenfieber)
    - Cytomegalievirus
    - Herpes-simplex-Virus (bei Herpes-Sepsis)
    - Varizella-Zoster-Virus (Windpocken, Gürtelrose)

  - Mumpsvirus
  - Rubellavirus (Röteln)
  - Adenoviren, beim Hund auch als Hepatitis contagiosa canis (Hundehepatitis)
  - Enteroviren/Coxsackieviren (Enterovirus-Hepatitis beim Neugeborenen)
  - Gelbfieber-Virus und andere Hämorrhagische-Fieber-Viren

- Bakterielle Erreger und Pilze:
  - Coxiella burnetii: Q-Fieber
  - Mycobacterium tuberculosis (Tuberkulose)
  - Leptospiren
  - Treponema pallidum (Syphilis): angeboren oder erworben
  - Salmonellen und Shigellen
  - Rickettsien
  - Borrelien
  - Candida-Hefen
  - Kryptosporidien

- Parasitäre Erreger:
  - Plasmodien (Malaria)
  - Amöben
  - Leishmanien (Leishmaniose)
  - Toxoplasma gondii (Toxoplasmose)
  - Echinokokken
  - Leberegel
  - Schistosoma (Pärchenegel) (Schistosomiasis/Bilharziose)
  - Spulwurm

### Toxische Hepatitis
Folgende Formen der toxischen Hepatitis sind bekannt:
- Alkohol-toxische Hepatitis (Alkohol-Hepatitis)
- Medikamenten- und drogeninduzierte Hepatitis: z. B. Diclofenac, Chlorpromazin, Isoniazid, Paracetamol, Methotrexat, Chelidonium, Isotretinoin, Amoxicillin mit Clavulansäure.
- Hepatitis bei Vergiftungen (Lösungsmittel, Pilzgifte: Aflatoxine)

### Physikalische Formen
- Strahlen-Hepatitis (nach Strahlentherapie)
- Posttraumatische Hepatitis (Leberquetschung, Kontusion)

### Immunpathologische Formen
- Granulomatöse Entzündungen (Sarkoidose)
- Autoimmunhepatitis
- Primär biliäre Cholangitis

### Extrahepatische Formen
- Entzündungen der Gallenwege (Cholangitis)
- Kardiale Hepatitis (Stauungshepatitis)
- Nichtalkoholische Steatohepatitis (NASH, Fettleberhepatitis)

### Angeborene Ursachen
- Hämochromatose (Eisenspeicherkrankheit)
- α1-Antitrypsin-Mangel
- Morbus Wilson (Kupferspeicherkrankheit)

## Meldepflicht
Jede akute Virushepatitis ist nach dem Recht Deutschlands gemäß § 6 Infektionsschutzgesetz eine meldepflichtige Krankheit. In Österreich ist nach § 1 Abs. 1 Epidemiegesetz 1950 infektiös[e] Hepatitis (Hepatitis A, B, C, D, E) anzeigepflichtig. In der Schweiz unterliegen nur Hepatitis A, B, C und E der Meldepflicht und zwar nach den Nummern 19–21a von Anhang 1 der Verordnung des EDI über die Meldung von Beobachtungen übertragbarer Krankheiten des Menschen.